# Стенка на стенку

Лубочное изображение кулачного боя конца XVIII в. «стенка на стенку» (Из собрания Д. А. Ровинского)

Стено́шный бой или бои стенка на стенку — старинная русская народная забава.
Забава заключается в кулачной схватке двух линий («стенок») между собой. В стеношном бою участвуют лица мужского пола от 16 до 60 лет. Количество участников варьируется от 10—15 до нескольких сотен человек. Наиболее массовые бои стенка на стенку устраиваются на Масленицу.

## Основные правила
В стенке могут принимать участие все совершеннолетние лица мужского пола.
В боях «Стенка на стенку» приняты следующие правила:
- со спины не атаковать;
- удары наносить только руками (ногами допускается делать подсечки и подножки);
- товарищей беречь;
- запрещаются удары в лицо, а также в область выше кадыка и ниже солнечного сплетения;
- если прорвался сквозь строй противника, оббегаешь обе «стенки» и встаёшь в «свою»;
- если кто-то упал, его бить немедленно прекращают.

Победа присуждается той «стенке», которая прогнала с территории боя противника, оттеснив его до определённой линии.
Количество соступов: до трёх побед с одной стороны.
Между соступами проходят поединки, борьба на кулаках один на один, перетягивание палки, конный бой, двое на двое, трое на трое и любые другие состязания, о котором договорятся бойцы перед поединком.

## История стеношных боев

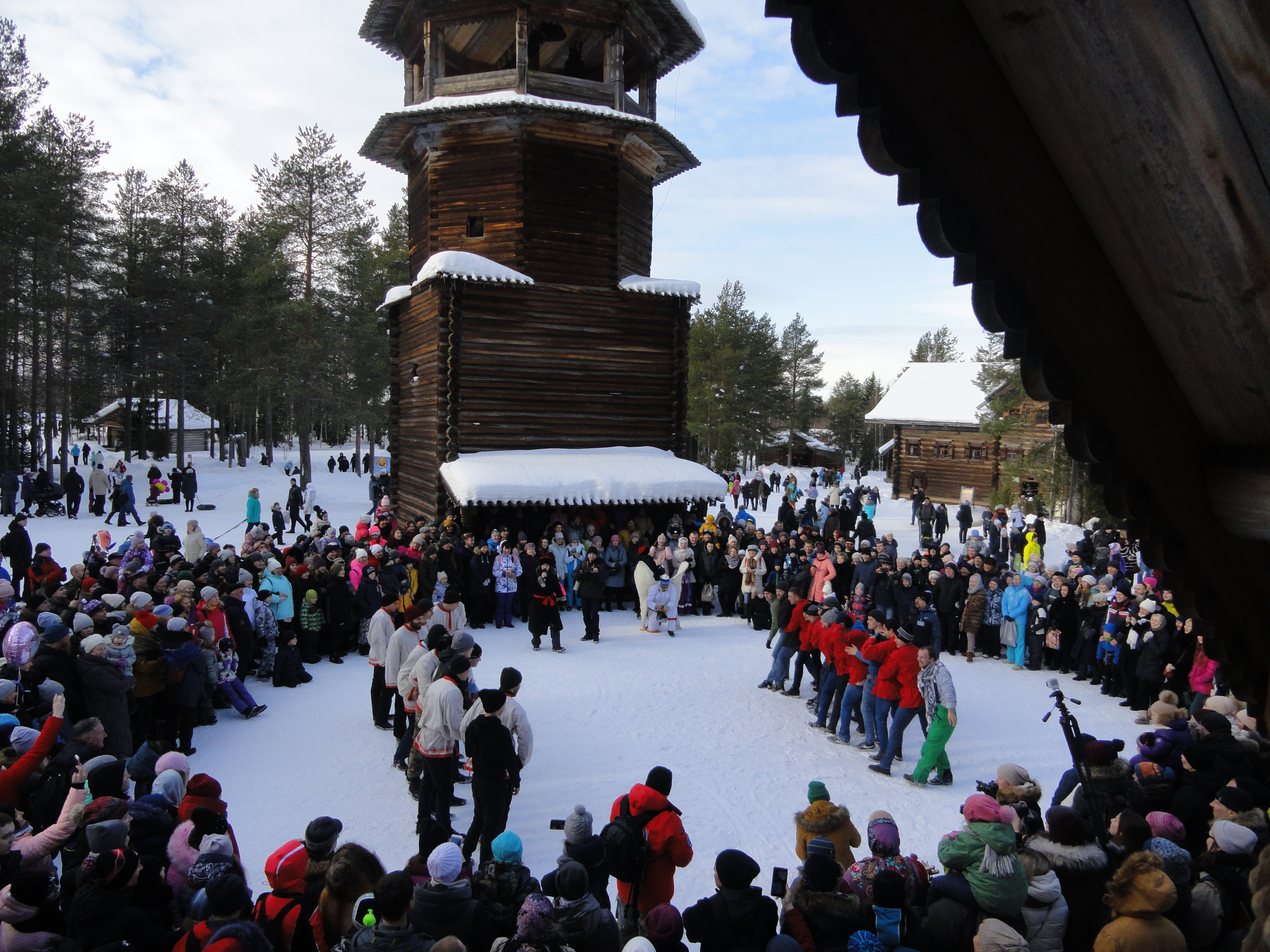
Стеношный бой, Масленица 2019 г., Малые Корелы

Особой любовью в России пользовался сохранившийся до наших дней так называемый стеношный рукопашный бой. О популярности именно стеношной формы кулачного боя, так называемых боёв стенка на стенку свидетельствуют и воспоминания очевидцев — А. С. Пушкина и М. Ю. Лермонтова, П. П. Бажова и В. А. Гиляровского, а также изыскания первых русских этнографов, описателей народной жизни — И. Е. Забелина и И. П. Сахарова, строки полицейских протоколов и государственных указов. В архивах хранится изданный Екатериной I указ от 1726 года «О кулачных боях», определявший регламент рукопашных схваток. Также существовал указ «О небытии кулачным боям без позволения полицмейстерской канцелярии». В указе говорилось, что желающие участвовать в кулачных боях обязаны выбрать представителей, которые должны сообщить в полицию о месте и времени боя и отвечать за его порядок. Выдержка из воспоминаний М. А. Назимова о кулачных боях в Арзамасе объясняет, какое значение имели данные указы и как относились в провинции к кулачным боям в начале XIX века:

Местные власти, кажется, смотрят на этот… обычай сквозь пальцы, не имея, вероятно, в виду положительных предписаний начальства, а может быть и сами исподтишка были зрителями подобных побоищ, тем более, что многие значительные в городе люди, поборники старины, считали эти забавы весьма полезными для развития и поддержания физической силы и воинственных наклонностей народа. Да и мудрено было арзамасскому градоначальнику, то есть городничему, справиться при помощи 10—15 будочников и даже полной инвалидной команды в 30—40 человек со сборищем бойцов, которое, кроме подзадоривающих их многочисленных зрителей, простиралось, по словам очевидцев, до 500 человек.

Указ о повсеместном и полном запрещении кулачных боев был включён в свод законов Николая I в 1832 году. В томе 14, часть 4-я, статья 180 кратко говорит: 
Кулачные бои как забавы вредные вовсе запрещаются.
 То же дословно было повторено и в последующих изданиях этого свода законов. Но, несмотря на все запреты, кулачные бои продолжались. Они проводились в праздничные дни, иногда каждое воскресенье.
Название «стенка» произошло от традиционно установившегося и никогда не менявшегося в кулачных боях боевого порядка, в котором стороны бойцов выстраивались в плотную линию из нескольких рядов и шли сплошной стеной на «противника». Характерная черта стеношного боя — линейные построения, необходимость которых диктуется задачей состязания — вытеснить противоположную партию с боевой площадки. Отступивший противник перегруппировывался, собирал новые силы и после передышки снова вступал в бой. Таким образом, бой состоял из отдельных схваток и длился обычно по несколько часов, до тех пор пока одна из сторон окончательно не одолевала другую. Стеношные построения имеют прямые аналогии с построениями древнерусской рати.
Масштабы массовых кулачных боёв были самыми различными. Бились улица на улицу, деревня на деревню и т. п. Иногда кулачные бои собирали по несколько тысяч участников.
Везде, где происходили кулачные бои, имелись постоянные традиционные места для их проведения. Зимой обычно бились на льду реки: ровная поверхность льда, занесённая снегом, и утрамбованная, была удобной для боя, просторной площадкой. Кроме того, река служила естественной границей, разделявшей город или район на два «лагеря». Так, в XIX столетии в Москве излюбленные места для кулачных боев располагались на Москве-реке у Бабьегородской плотины, у Симонова и Новодевичьего монастырей, у Воробьёвых гор и др. В Петербурге бои происходили на Неве, Фонтанке, у Нарвской заставы.
У «стенки» был предводитель. В разных областях России его называли по-разному: «башлык», «голова», «староста», «боевой староста», «предводитель», «старый чоловик», «атаман». Накануне боя руководитель каждой стороны вместе с группой своих бойцов разрабатывал план предстоящего боя: например, выделялись сильнейшие бойцы и распределялись по местам вдоль всей «стены» для руководства отдельными группами бойцов, составлявших боевую линию «стены», намечались резервы для решительного удара и маскировка в построении главной группы бойцов, выделялась особая группа бойцов для того, чтобы выбить из боя какого-нибудь определённого бойца со стороны противника и т. п. Во время боя руководители сторон, непосредственно участвуя в нём, подбадривали своих бойцов, определяли момент и направление решительного удара. У П. П. Бажова в сказе «Широкое плечо» приведено наставление башлыка своим бойцам:
Расставил бойцов, как ему лучше показалось, и наказывает, особенно тем, кои раньше в корню ходили и за самых надежных слыли.
— Гляди, без баловства у меня. Нам без надобности, коли ты с каким Гришкой-Мишкой на потеху девкам да закладчикам станешь силой меряться. Нам надо, чтоб всем заодно, широким плечом. Действуй, как сказано.

## Стеношные бои в настоящее время
Стенка (Stenka International martial art) — международный вид спорта. Международная федерация боевого искусства Стенка зарегистрирована в 2007 году в г. Лозанне, Швейцария.
В настоящий момент вид спорта Стенка активно развивается в 24 странах мира.
Вид спорта «Стенка» основан на традиции стеношных боев.
Соревнования проводятся в трёх разделах:
1. Борьба (об одну ручку)
2. Сам на сам
3. Стенка на стенку

Первый Чемпионат мира прошёл в Москве в 2016 году.